# Muscle stylo-pharyngien

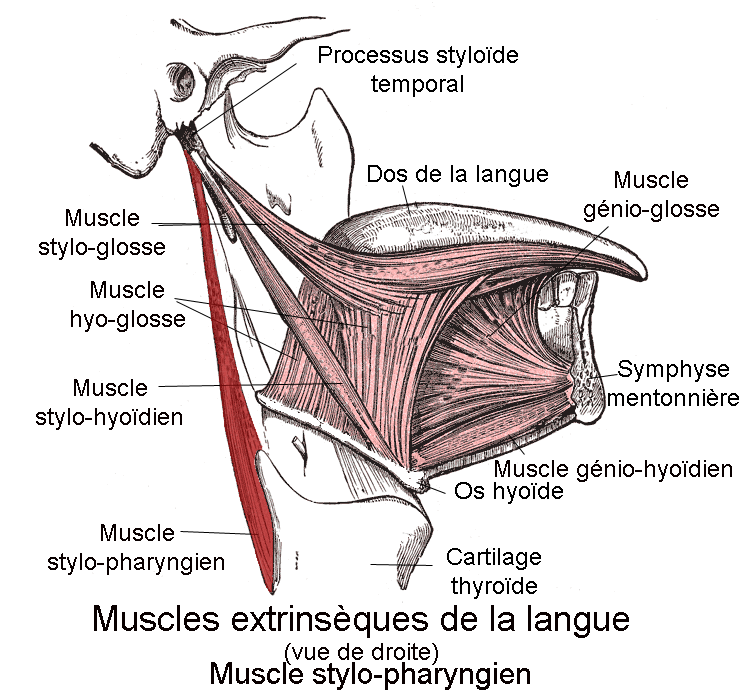
Muscle stylo-pharyngien (en rouge).

Le muscle stylo-pharyngien (ou muscle dilatateur du pharynx ou muscle stylo-pharyngo-laryngien) est un muscle du pharynx. 

## Description
Le muscle stylo-pharyngien fait partie de la couche interne longitudinale du pharynx.
C'est un muscle grêle, triangulaire de base inférieure.

## Origine
Le muscle stylo-pharyngien nait du côté médial de la base du processus styloïde de l'os temporal.
Son origine est une des trois roses rouges du bouquet de Riolan.

## Trajet
Le muscle stylo-pharyngien descend en bas et en dedans.

## Insertion
Le muscle stylo-pharyngien se termine sur le fascia pharyngo-basilaire, sur le bord latéral du cartilage épiglottique, sur la corne supérieure du cartilage thyroïde et sur le bord supérieur de la lame du cartilage cricoïde.

## Fonction
Le muscle stylo-pharyngien élève le pharynx et le larynx.

## Innervation
Le muscle stylo-pharyngien est sous le contrôle du nerf glossopharyngien (IX).